# Zoran Kuntić
Zoran Kuntić (Cirill írással: Зopaн Kунтић; Szabadka, 1967. március 23.–) bunyevác származású szerbiai labdarúgó, edző. Korábban a szerb Spartak Subotica és az FK Vojvodina, a magyarországi Parmalat FC, a Kecskeméti TE, a Ferencváros és a Vasas labdarúgója is volt.

## Pályafutása

### Játékosként
Hivatásos pályafutását 1984-ben, szülővárosa csapatában, az FK Spartak Subotica-ban kezdte. Ezt követően egy évet az újvidéki FK Vojvodinánál töltött, majd visszatért Szabadkára. 1993-ban a dél-koreai Posco Atoms-hoz szerződött, majd 1994-ben a Kecskeméti TE játékosaként bemutatkozott a magyar bajnokságban is. 1995-ben a fehérvári Parmalat FC-t erősítette, majd ugyanebben az évben a Ferencvároshoz került, mellyel a Bajnokok Ligájában is pályára lépett. A selejtezőkben az Anderlecht ellen gólt is szerzett. Bár rövid időt töltött az Üllői úton, egy szavazáson a szurkolók „minden idők legjobb ferencvárosi légiósának” választották.
1996 és 1997 között Ciprusra szerződött az AEK Larnaca-hoz, de visszatért Magyarországra, ahol előbb a Vasasban, majd a Videotonban folytatta, végül 2000-ben, szülővárosában, a Spartakban fejezte be pályafutását.

### Edzőként
Az edzősködést a Ferencváros utánpótlásánál kezdte, irányításával tizenkét év után lett újra bajnok az FTC ifi A csapata. Ezt követően az MTK utánpótlásánál és Bodajkon is dolgozott. 2005-ben szerződést kötött a Diósgyőrrel, azonban megfelelő képesítés hiányában 2006-ban a klub megvált tőle. Ezt követően, 2006 őszén a Pápa vezetőedzője lett. 2007-ben az akkor másodosztályú Ferencváros felkészítésével bízták meg, de a csapatnak nem sikerült a feljutás, és három hónap munka után távozott a zöld-fehérektől.
2009-ben visszatért Szerbiába, ahol elvállalta a Hajduk Kula felkészítését. 2009 nyarán a Dunakeszi VSE edzője lett. 2012-ben a bosnyák élvonalban szereplő NK Zvijezda Gradačac edzője lett. 2012 decemberében visszatért Magyarországra és Várhidi Pétert váltotta a Szigetszentmiklósi TK kispadján. 2016. december 20-án a másodosztályú SZEOL SC vezetőedzőjének nevezték ki. 2017 nyarától a harmadosztályban szereplő STC Salgótarján vezetőedzője volt. 2018-ban dolgozott a Tiszafüred VSE és az Ózdi FC csapatainál is. Az Ózddal megnyerte a a Borsod-Abaúj-Zemplén megyei I. osztályú bajnokságot. 2019 nyarán a harmadosztályú Kecskeméti TE vezetőedzője lett. Novemberben közös megegyezéssel távozott a csapat éléről, 15 bajnoki fordulót követően.

### Sikerei, díjai
- NB 1
  - Bajnok: 1996